# Hermbstaedtia nigrescens
Hermbstaedtia nigrescens är en amarantväxtart som beskrevs av Karl Suessenguth. Hermbstaedtia nigrescens ingår i släktet Hermbstaedtia och familjen amarantväxter. Inga underarter finns listade i Catalogue of Life.